# ألبرت سامبي لوكونغا
ألبرت مبويو سامبي لوكونغا (بالفرنسية: Albert-Mboyo Sambi Lokonga) هو لاعب كرة قدم بلجيكي من أصل كونغولي في مركز الوسط ولد في يوم 22 أكتوبر 1999، يلعب حالياً مع نادي أرسنال في الدوري الإنجليزي، سبق له اللعب مع منتخب بلجيكا تحت 19 سنة لكرة القدم ويبلغ طوله 173 سم، شقيقه بول-جوزيه مبوكو يلعب مع نادي ستاندر دي لييج.

## روابط خارجية
- ألبرت سامبي لوكونغا على موقع الاتحاد الأوربي (الإنجليزية)
- ألبرت سامبي لوكونغا على موقع الاتحاد البلجيكي (الإنجليزية)
- ألبرت سامبي لوكونغا على موقع إي إس بي إن إف سي (الإنجليزية)
- ألبرت سامبي لوكونغا على موقع قاعدة بيانات كرة القدم.إي يو (الإنجليزية)
- ألبرت سامبي لوكونغا على موقع ليكيب (الفرنسية)
- ألبرت سامبي لوكونغا على موقع ناشيونال فوتبول تيمز (الإنجليزية)
- ألبرت سامبي لوكونغا على موقع Soccerbase.com (لاعب) (الإنجليزية)
- ألبرت سامبي لوكونغا على موقع Soccerway.com (الإنجليزية)
- ألبرت سامبي لوكونغا على موقع عالم كرة القدم.نت (الإنجليزية)